# Federazione di rugby a 15 del Kirghizistan
Regbi Federatsiyası Kırgızstan (in kirghiso регби Федерациясы Кыргызстан?; in russo Федерация регби Киргизии?, Federacija regbi Kirgizii), nota internazionalmente con il nome ufficiale in inglese Kyrgyzstan Federation of Rugby, è l'organismo di governo del rugby a 15 in Kirghizistan.
La federazione nacque nel 2001 a un decennio d'indipendenza dell'ex RSS Kirghisa dall'URSS ed è affiliata ad Asia Rugby dalla nascita, nonché a World Rugby dal 2004.